# Bouna Coundoul
Bouna Coundoul, född 4 mars 1982 i Dakar, är en senegalesisk före detta fotbollsmålvakt. Han spelade för det senegalesiska landslaget mellan 2007 och 2015.
Coundoul var uttagen i Senegals trupp till Afrikanska mästerskapet 2008, 2012 och 2015. Han har representerat klubbar i USA, Finland och på Cypern.